# Allan Wallenius
Allan Kurt Adolf Wallenius, född 13 december 1890 i Dragsfjärd i Egentliga Finland, död 15 december 1942 i Kujbysjev, Sovjetunionen, var en finländsk författare, bibliotekarie, översättare och journalist som ibland arbetade under pseudonymerna Don Q, Per Nelson och Rödgardist.

## Biografi
Allan Wallenius växte upp i en finlandssvensk medelklassfamilj i Åbo, som son till Sigrid och August Wallenius. Han hade en äldre bror, Paul. Efter studier i Helsingfors blev Wallenius biblioteksamanuens i Åbo. Han vistades som stipendiat på New York Public Library i USA 1915–1916. Efter hemkomsten verkade han som socialistisk agitator och ägnade sig även åt folkbildningsarbete. Han debuterade som författare 1917 med diktsamlingen Ord. 
Wallenius engagerade sig på den röda sidan under det finska inbördeskriget. Hans bror Paul var jägarkapten för de vita och stupade i Tammerfors under kriget. Efter inbördeskriget tvingades Wallenius i exil. Han bosatte sig 1919 i Stockholm som politisk flykting, tillsammans med sin första hustru, åländska Alice Rosenblad-Wallenius, och medarbetade på Folkets Dagblad Politiken. Han utgav även Trollfiolen (1919), som är ett prosaurval från åren i hemlandet, och diktsamlingen Morgonen (1919). I december 1919 föddes Alice Rosenblad-Wallenius och Allan Wallenius son, Aiwest. År 1921 utvisades Wallenius från Sverige sedan han på kungens initiativ åtalats för den under Otto Grimlunds namn publicerade smädeskriften "Mannerheim den blodige" eller "Den vite djävulen" (1919). Sonen Aiwest skickades till Wallenius föräldrar i Kimito.
Efter utvisningen bosatte sig Wallenius i Moskva, där han tjänstgjorde vid Tredje internationalen och bland annat fungerade som Otto Ville Kuusinens sekreterare. År 1923 blev han ansvarig för Proletkino, ett projekt kopplat till proletärfilm, och var senare föreståndare för den skandinaviska avdelningen vid Kommunistiska universitetet för västerns minoriteter i Moskva. Wallenius var även auktoriserad översättare och översatte bland annat Jevgenij Preobrazjenskijs Moral och klassnormer, Lev Trotskijs Den ryska arbetarerevolutionen: Från novemberrevolutionen till Brestfreden samt Herman Gorters Världsrevolutionen till svenska.
Alice Rosenblad-Wallenius och Allan Wallenius skiljde sig 1925. Samma år flyttade han till USA och blev redaktör för den svenskspråkiga amerikanska, kommunistiska tidskriften Ny Tid. Här träffade han Edith Rudquist, som han sedan gifte sig med.
I mitten av 1930-talet föll Wallenius offer för den stora utrensningen i Sovjetunionen och dog senare i ett arbetsläger 1942. Han rehabiliterades på 1950-talet.

### Skönlitteratur
- Ord: Dikter. Borgå: Schildt. 1917. Libris 2150519
- Morgonen: Dikter. Stockholm: Fram. 1919. Libris 1660557. http://libris.kb.se/bib/20805265
- Trollfiolen: Prosa. Stockholm: Fram. 1919. Libris 1660558
- Stridsmän och sångare: Sju svenska skalder i urval. Dikter av Dan Andersson, Harry Blomberg, Ragnar Jändel, Erik Lindorm, Ture Nerman, Ivan Oljelund och Allan Wallenius. Helsingfors. 1920. Libris 3094871
- Helvetets himmelsfärd. Stockholm: Fram. 1922. Libris 1484141
- I järnhälens tid: Kampdikter. Stockholm: Fram. 1925. Libris 1484142
- Godsägarens dotter: Skådespel i en akt. Arbetarteatern, 7. Sthlm: Fram. 1929. Libris 1316819 – Under pseudonym: Per Nelson.

### Varia
- Röda brott och vita. Stockholm. 1918. Libris 1248933. https://helda.helsinki.fi/handle/10138/144355
- Finlands Röda i svensk dikt. Stockholm: Fram. 1919. Libris 1658030
- Ett socialistiskt specialbibliotek i Skandinavien. Stockholm. 1919. Libris 3000378
- "Mannerheim den blodige" eller "Den vite djävulen"?. Stockholm: Fram. 1919. Libris 1652512 – Under pseudonym: Otto Grimlund.
- Inför revolutionen: Några synpunkter i taktikfrågan. Stockholm. 1920. Libris 3002759 - Under pseudonym: Rödgardist.
- Den onaturliga guden. Kommunistiska öresblad, 6. Stockholm: Sveriges kommunistiska ungdomsförbund. 1921. Libris 9933806
- Kampen mot religionen. Kommunistiska öresblad, 7. Stockholm: Sveriges kommunistiska ungdomsförbund. 1922. Libris 9933813
- Konrad och Lisas arbetsdag. Stockholm: Fram. 1924. Libris 1484143
- Wall Streets imperialistiska intriger. Chicago, Ill.: S.W.E.S. (Scandinavian Workers Educational Soc.). 1927. Libris 1450159 – Under pseudonym Per Nelson.
- Svenskarna i Finland och nästa krig: Några revolutionära synpunkter. Stockholm. 1932
- Stalinkanalen: Hur bolsjevikerna skapar mänskor och framtid. Serien Sovjetnytt, 1. Göteborg: Sovjet Unionens vänner. 1933. Libris 1365104

### Översättningar
- Lehtimäki, Konrad (1915). Spratacus: Drama i fem akter med epilog. Övers. från finskan av Allan Wallenius. Borgå. Libris 2768803
- Trotskij, Lev (1918). Den ryska arbetarerevolutionen: Från novemberrevolutionen till Brestfreden. Stockholm: Fram. Libris 696458
- Gorter, Herman (1919). Värdsrevolutionen. Stockholm: Fram. Libris 1652410
- Stalin, Josef (1925). Lenin och leninismen. Stockholm: Fram. Libris 1482344
- Preobrazjenskij, Evgenij Alekseevitj; Lenin, Vladimir Iljitj (1927-1928). Moral och klassnormer. Socialistiskt bibliotek, 11. Stockholm: Fram. Libris 1590401

### Uppslagsverk
- Wallenius, Allan i Uppslagsverket Finland (webbupplaga, 2012). CC-BY-SA 4.0